# Jitters
Jitters (рус. «Испуг», «Джиттер», «Фанаты рок-музыки»; «Джи́ттерс») — рок-группа из Минска, которая, главным образом, играла рок-н-ролл и постгранж, один из главных белорусских представителей британского инди-рока. Её первоначальный состав был сформирован в 1998 году, коллектив издал полноформатный альбом Split Before, Together Now (вместе с Hair Peace Salon), а также несколько EP. В 2007 году музыканты приостановили совместное творчество и влились в другие группы: Константин Карман — в Hair Peace Salon, Иван Борзенко и Павел Кудрин — в «Без Билета».

## История

### Ранние годы как трио (1998–2002)
Группа Jitters была создана в Минске в 1998 году школьными друзьями Константином Карманом, Евгением Вялем и Сергеем Кондратенко. Вдохновлённые творчеством всемирно известных англоязычных альтернативных и грандж групп Soundgarden, The Smashing Pumpkins, Pearl Jam, Alice in Chains, Nirvana, Mudhoney юноши приобрели свои первые музыкальные инструменты и решили также научиться играть мелодичный и торжественно-психоделический рок.
Первое выступление Jitters состоялось в минском клубе «Альтернатива» (позднее переименован в «А-клуб») в 1999 году. Недостатки исполнительского мастерства (исполнители начинали практически с нуля) первое время участники компенсировали энергетикой. На дебютный рекламный CD Jitters попали две англоязычные композиции «Floating Light» и «Consumed», и, как заметил Олег Климов из «Музыкальной газеты»  «песни были написаны новыми романтиками, которые отболели брит-попом».
Первый опубликованный отзыв был посредственным («надо работать, есть над чем»); тем не менее, благодаря первой пластинке в 2001 году группа была приглашена к участию в белорусском музыкальном фестивале «Рок-кола» (бел. «Рок-колесо») в Новополоцке, где получила специальный дополнительный четвёртый диплом лауреата. Очевидцы помнят  выступление на Дне города [Минска] в 2002 году: сцена на проспекте Скорины напротив КГБ и громкое пение «Pick me up» (англ. «Задержите меня») в его окна.
На следующий год Jitters почти разошлись, так как трио покинул барабанщик Евгений Вяль, затем эмигрировавший, а Константин Карман начал играть на бас-гитаре в группе «Марки». Пауза в творчестве Jitters продолжалась около полугода, но потом коллектив собрался в уже обновлённом составе.

### Квартет (2003–2007)
В 2003 музыкальный год Jitters вступила как квартет: к основателям Константину и Сергею добавились гитарист и бэк-вокалист Олег Вяль и барабанщик Артур Лучков из очень близкой трио группы. Оба музыканта тогда одновременно играли и в минской инди-рок и брит-поп группе Hair Peace Salon, что оставило свой существенный след в звучании Jitters.
С приходом Олега и Артура музыка изменилась, новый материал позволил выиграть первый приз в номинации «Рок-музыка» на фестивале Piirideta Muusika (эст. «Музыка без границ»). Piirideta Muusika прошёл в городе Нарва (Эстония) в июне 2004 года, на нём также выступила и Hair Peace Salon. В июле того же года группа успешно приняла участие с романтической роковой программой в польском фестивале «Басовище-2004». Как написала Ольга Самусик из «Музыкальной газеты» по итогам шоу: «Тут явно чувствовался стиль. Где-то можно было провести параллель с „Muse“».
В октябре 2005 года Олег Вяль покинул состав Jitters, в том числе, чтобы больше времени уделять своей группе Hair Peace Salon, где он был фронтменом, и за гитарой его сменил Иван Борзенко, который до этого играл в группах Rosary, Paparis, Port Mone, «По Глазам». Весной 2006 года Jitters для записи новой пластинки Pick Me Up пригласили нового барабанщика: вместо Артура Лучкова, который остался гастролирующим участником группы ещё на несколько месяцев, партии ударных исполнил уже знакомый слушателям по группам Rosary, Port Mone, Usplёsk, Paparis, «Крамбамбуля» и «Без Билета» Павел Кудрин.
2006 год артисты провели за частыми концертами, в том числе, вместе с Hair Peace Salon, Open Space, Milque Twins, которые также были представителями британской волны рок-музыки на Беларуси, вышли в финал фестиваля Navarra Underground. В поддержку свежего материала с пластинки Pick Me Up, презентация которой прошла 25 октября в клубе «ЁЁ», Jitters вместе с Hair Peace Salon съездили на польские фестивали Rock bez Igły (Тыхы), Fiesta Borealis (Олецко) (также вместе с «Без Билета»). После этого участники группы взяли небольшой творческий отпуск.
В 2007 году основатель группы Константин Карман полноправно вошёл в состав Hair Peace Salon. 25 октября на лейбле звукозаписи West Records издаётся совместный альбом Split Before, Together Now, на который попали EP Gipsy (Hair Peace Salon) и Pick Me Up (Jitters), причём музыканты Jitters помогли друзьям из Hair Peace Salon в написании их части диска: кроме Константина Кармана, который исполнил партии бэк-вокала и подыграл в песнях на синтезаторе, игра Ивана Борзенко на клавишных была отмечена на первых двух композициях пластинки. Живая презентация CD прошла 18 ноября. На обложке диска было изображение двух детских ботинков, связанных шнурками как символ объединения групп.
«Энергетикой коллектив берёт, очень интеллигентной, но интересной и смелой. Хулиганистый вокал настойчиво пролезает в уши, очень уверенные аранжировки доставляют удовольствие», — таким было мнение критика Елены Соболевской из «Музыкальной газеты» на часть альбома Jitters, где она сравнила музыку коллектива с творчеством Travis, Radiohead, Muse, Blur и Coldplay.

### Прекращение деятельности (2008–)
В середине ноября 2007, в преддверии презентации совместного альбома Split Before, Together Now Константин Карман сообщил республиканскому порталу альтернативной музыки Xlam.by, что группа намерена прекратить выступления: «Мы решили временно „заморозить“ проект „Jitters“, а поскольку с „Hair Peace Salon“ мы давно знакомы и дружим, то для объединения не было никаких препятствий. Мы и раньше „обменивались“ музыкантами. Теперь в „HPS“ будет два голоса».
После этого с 2008 года Jitters больше не выпускали нового материала, а музыканты окончательно разошлись по другим коллективам: Константин Карман укрепил состав Hair Peace Salon, Павел Кудрин и Иван Борзенко — «Без Билета», причём последний из них в 2011 году стал лидером кавер-группы «КонтраБанда», а с 2015 года также принимает участие в англоязычном инди-рок коллективе The Bruised Trouveres; ведущий гитарист Сергей Кондратенко переехал в Нидерланды. Константин Карман из бас-гитариста и вокалиста стал клавишником и вокалистом Hair Peace Salon, потому что в той группе уже был свой бас-гитарист, а у знакомого по совместным выступлениям артиста во время командировки в Шотландию как раз был куплен синтезатор Roland JP-8000, это и послужило материальной основой смены амплуа.

## Стиль
Jitters с самого начала делали упор на гитарное исполнение песен, и в 2000 году «Музыкальная газета» обозначила творчество группы как гранж. Последователи Jitters из группы «МутнаеВока» также в 2007 году отнесли группу  к первому поколению белорусского гранжа. «Ребята „Jitters“, представители андеграунд культуры начала нулевых, приписанной к столичным клубам  „28“, „База“ и другим, были теми, кто среди пьяных подростков и на скромной аппаратуре всё же играл хорошую музыку и кого в самом деле приятно слушать», — писала накануне Рок-коронации 2001 журналист Татьяна Замировская.
Жюри белорусского музыкального фестиваля «Рок-кола» 2001 года отметила Jitters призом, потому что они «играли в самом деле неплохо, прифанкованно так, местами мелодикой на брит-поп похоже — всё было профессионально и очень красиво», —  резюмировала итоги шоу Татьяна Замировская. Программу, которую исполнили музыканты Jitters на фестивале «Басовище-2004», критики обрисовали как «нечто брит-поповское, перемежающееся с эйсид-джазом». Также к этому музыкальному жанру Jitters зачисляли товарищи по отечественной «британской» когорте из группы «Клёндайк».
В целом, звучание коллектива сравнивается с творчеством Hair Peace Salon: Олег «О’К» Климов на страницах «Музыкальной газеты» после прослушивания промо-дисков 2005 года обеих групп установил, что «о Jitters можно написать всё то, что написано о HPS. Может, „життерсы“ малость порезче. А половина состава Jitters и вовсе играет в Hair Peace Salon… или наоборот». «Далее Jitters — почти ничего не изменилось — ротация Hair Peace Salon на 50%», — главный редактор сайта tvordom.com Янка Бусел отметил по итогам достойных и ровных выступлений обеих групп подряд в рамках вечера британского рока в марте 2005 года. Слэп как концертный обозреватель Xlam.by повторил мысли обоих, потому что «от перемены мест слагаемых сумма не меняется». «Чудесно сплочённым блоком выглядели и слушались Hair Peace Salon и Jitters», — отмечала W. для «Музыкальной газеты» в отчёте с весеннего трибьюта Depeche Mode в 2006 году, выделив «качественный брит-рок», но и заметив, что «общенародное признание навряд ли случится», ибо менталитет их соотечественников «не под то заточен». «Мы давно знаем друг друга и уважаем творчество каждого», — комментировал для музыкального портала LiveSound.by выход совместного альбома лидер Hair Peace Salon Олег Вяль, — «поэтому и по стилю мы похожи. Да и поём на английском языке».
На фоне выступлений также брит-рокеров Open Space, Milque Twins, Hair Peace Salon с совместного концерта осенью 2006 года обозреватель «Музыкальной газеты» Слэп писал, что «большая часть народа шла слушать именно их [Jitters]», которые «взяли слушателя голыми руками», было также отмечено, что «они обратились к слушателю искренностью вокала, лиричностью и самозабвенным исполнением, что получилось в том числе за счёт высокого мастерства нового барабанщика Павла Кудрина (парень просто волшебник, так легко и свободно он играл)». Он же как автор Xlam.by на примере мини-альбома Pick Me Up пришёл к выводу, что группа передаёт «современный звук рок-н-ролла».
Что касается языкового вопроса, то музыканты англоязычной группы в одном из интервью республиканскому порталу альтернативной музыки Xlam.by в середине 2000-x высказали мнение, что из-за того, что они не поют на белорусском языке, их с трудом приглашали на фестивали и плохо «крутили» по радио, несмотря на качественную творческую работу саму по себе.

## Оценки
Коллеги музыкантов по гранж-сцене из группы Caravan на вопрос Музыкальной газеты про команды, которые им нравятся, во втором январском номере 2005 года отметили «замечательные коллективы» Hair Peace Salon и Jitters, причём последних за то, что «они играют оригинальную музыку». Виталий Артист, фронтмен группы «Без Билета», через Tuzin.fm также похвалил оба коллектива в 2006 году: «Я очень рад, что довелось представлять нашу страну с такими группами, как „Jitters“ и „Hair Peace Salon“. В Олецко мы по-настоящему „зажгли“. С этого времени там будут больше уважать белорусов». В 2007 году участники группы «МутнаеВока» на предложение Анны Сиваковой из «Музыкальной газеты» назвать своих конкурентов упомянули Jitters и оценили группу как «очень клёвую».
Во время визита журналистов «Музыкальной газеты» к группе Hair Peace Salon, с которой коллектив неоднократно выступал и записывался, в конце 2006 года группа Jitters получила положительную оценку от участников первой. Бас-гитарист Максим Девиченский и барабанщик команды Артур Лучков подметили, что, хотя оба проекта играют разную музыку с противоположным настроением, они имеют общие корни и мышление. Лидер квартета Олег Вяль признался, что после его ухода из Jitters обе группы зазвучали более уверенно и избавились от схожести, которая раньше приписывалась командам, отнеся немалую заслугу в этом на счёт своего преемника Ивана Борзенко.
Мультиинстументалист Павел Кудрин в оценках Hair Peace Salon описывался как очень талантливый барабанщик, который «настолько ловко воспроизводит свои рифаны — очень сложные, ломаные, но в то же время доходчивые до попсовости — что возникает ощущение полёта в его игре, что он танцует за установкой». Олег Вяль, экс-гитарист и бэк-вокалист Jitters, во время выступления на телеканале «СТВ» в 2010 году был назван «одним из лучших белорусских рок-исполнителей». Олег Климов, музыкальный эксперт Experty.by, в 2012 году причислил его же к числу «лучших отечественных англопоющих рок-вокалистов».
«Парни из HPS всегда восхищались творчеством не очень известной, но любимой в определённых кругах команды Jitters. А сегодня они догнали их по мастерству, стали рядом и в чём-то даже обошли», — в 2007 году просуммировала десятилетие существования обоих Елена Соболевская из «Музыкальной газеты». Музыкальный критик Татьяна Замировская на страницах «БелГазеты» в 2007 году высказала личное мнение, что «честно говоря, уж лучше бы Hair Peace Salon распались и вошли в состав Jitters, чем наоборот». В то же время, её коллега по изданию Дмитрий Безкоровайный по итогам сборного концерта в поддержку выпуска компиляции «Наша музыка-2» осенью 2004 года пожурил Jitters за шумную, но занудную и незапоминающуюся программу.
«Несмотря на обилие команд, играющих в стиле брит-рок, это музыкальное направление в нашей стране долгое время оставалось в тени. И вот случился прорыв», — такими словами встречал выход диска Split Before, Together Now LiveSound.by.

## Дискография
- Promo Disk 2000 (EP, 2000)[23]
- Promo Disk 2003 (EP, 2003)
- Promo Disk 2004 (EP, 2004)
- Promo Disk 2005 (EP, 2005)[72]
- Jaded (EP, 2005)[85]
- Pick Me Up (EP, 2006)[86][87]
- Split Before, Together Now (сплит-альбом с участием Hair Peace Salon, 2007)[88]

## Участники
| - Константин Карман — ведущий вокал, бас-гитара (1998—2007) - Сергей Кондратенко — гитара (1998—2007) - Иван Борзенко — соло-гитара, бэк-вокал, клавишные (2005—2007) - Павел Кудрин — ударные (2006—2007) | Бывшие участники - Евгений Вяль — ударные (1998—2002) - Олег Вяль — соло-гитара, бэк-вокал (2003—2005) - Артур Лучков — ударные (2003—2006) |

Временная шкала

## Комментарии
1. ↑  Термин, который восходит из Бристоля, Великобритания, чтобы описать (порой в унизительном тоне) фаната (тяжёлой) рок-музыки или мужчин с длинными волосами, жаргонное слово обычно используется в отношении скейтбордистов или людей, которые носят мешковатую одежду, толстовки и слушают в основном рок-музыку (в том числе панк-рок)[10]

## Полезные ссылки
- Ссылка на последние записи (Bandcamp)